# Kîianove, Troițke
Kîianove (în ucraineană Киянове) este un sat în comuna Berezivka din raionul Troițke, regiunea Luhansk, Ucraina.

## Demografie
Componența lingvistică a localității Kîianove
     Ucraineană (100%)
Conform recensământului din 2001, toată populația localității Kîianove era vorbitoare de ucraineană (100%).